# Batesia
Batesia é um género botânico pertencente à família Fabaceae.